# Wohnhaus Mühlweg 2 (Radebeul)

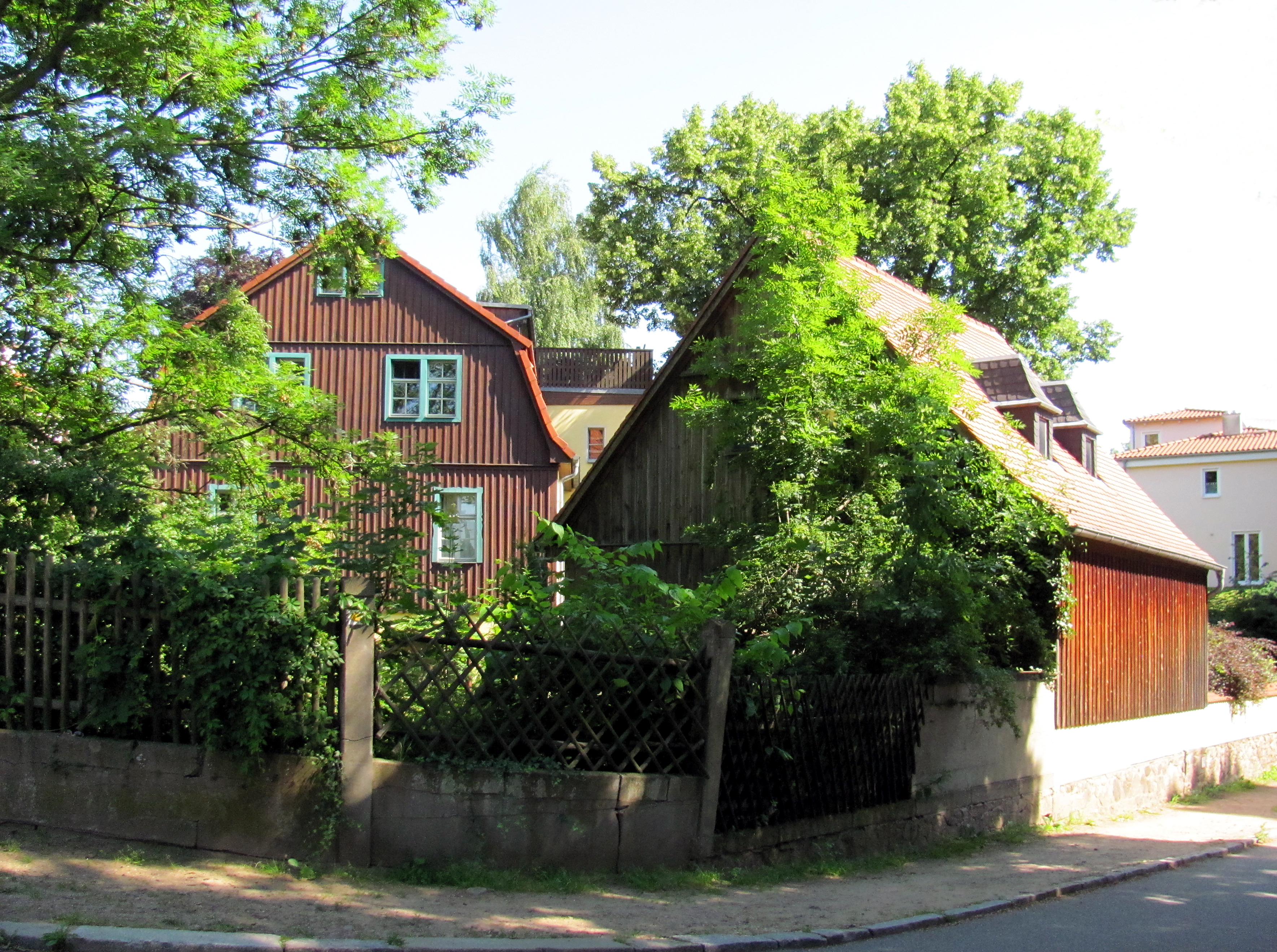
Eckgrundstück Mühlweg 2 / Lößnitzgrundstraße. Im Hof ist der hohe Austritt rechts am linken Wohnhaus zu sehen

Das Wohnhaus Mühlweg 2 liegt im Stadtteil Oberlößnitz der sächsischen Stadt Radebeul, auf dem spitzen Eckgrundstück am Zusammentreffen von Mühlweg und Lößnitzgrundstraße; daher auch die ehemalige Adresse Lößnitzgrundstraße 10. In jüngster Zeit (Stand Anfang 2021) wurde die Adresse von Mühlweg 6 auf Mühlweg 2 geändert.

## Beschreibung

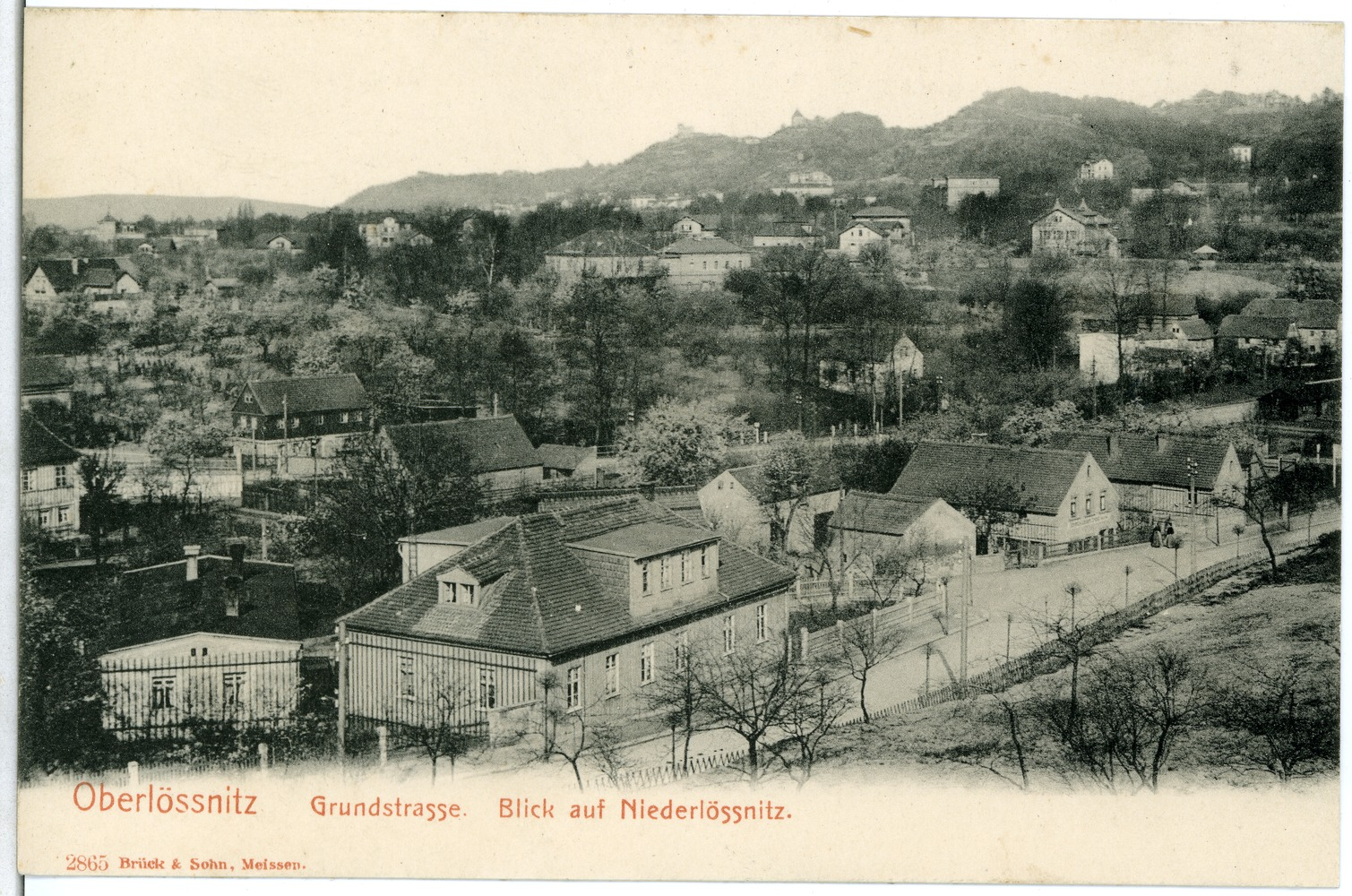
Im Vordergrund: Wohnhaus Mühlweg 2 noch mit Walmdach, 1903

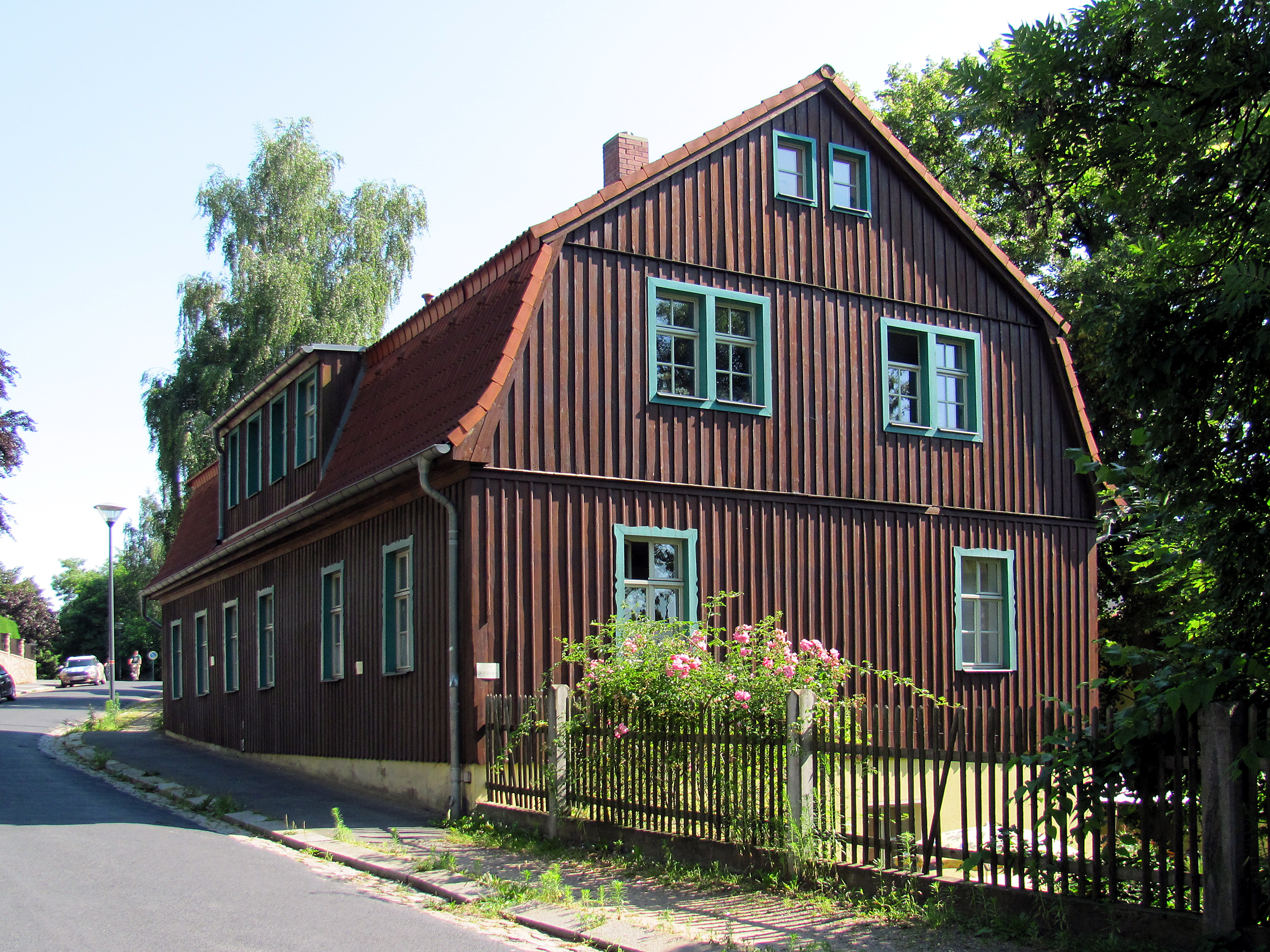
Wohnhaus Mühlweg 2 an der Lößnitzgrundstraße

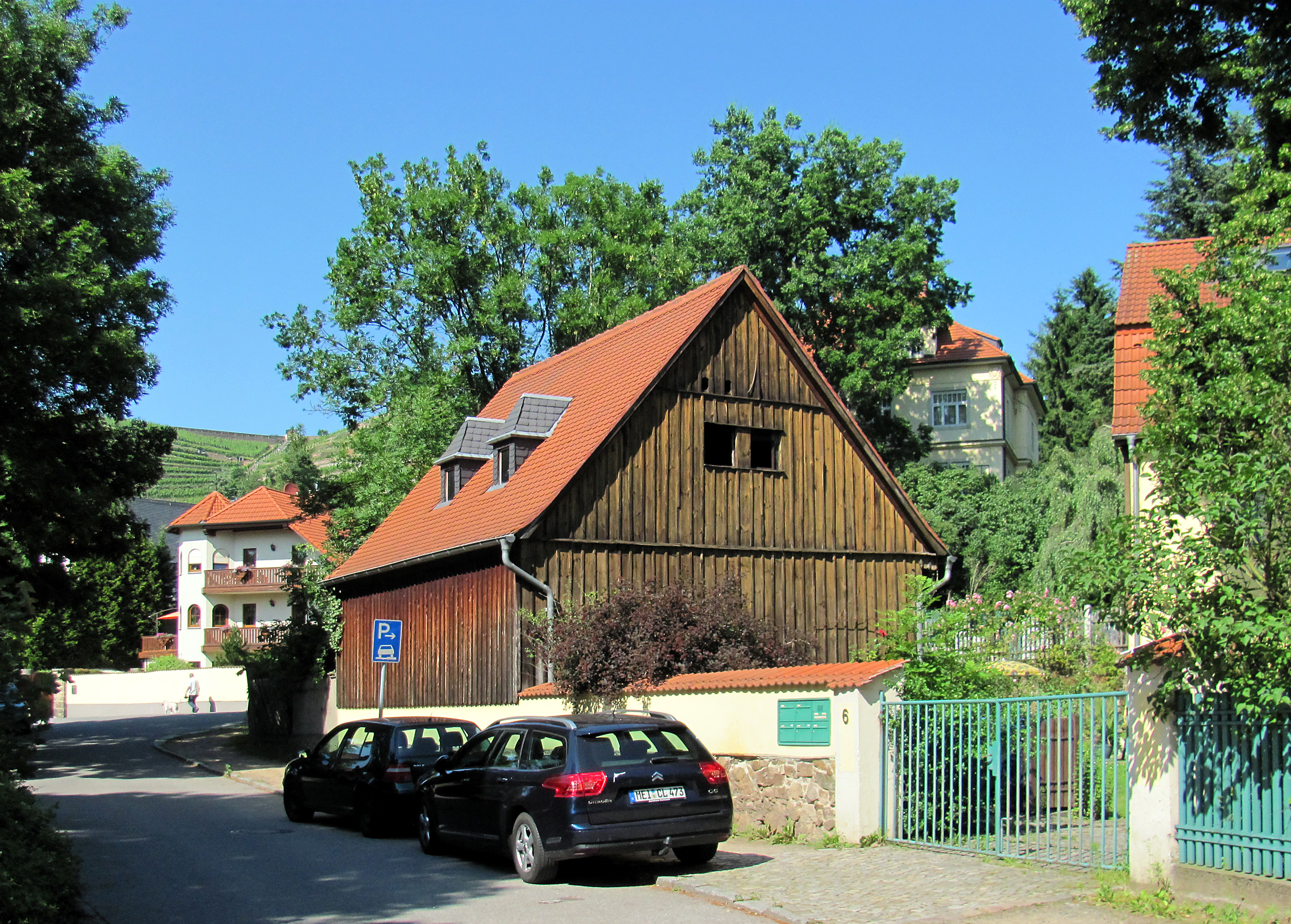
Nebengebäude (Scheune) Mühlweg 2

Das aus dem 18. Jahrhundert stammende Wohnhaus ist gemeinsam mit seinem Nebengebäude (Scheune) denkmalgeschützt. Beide stehen auf einem von der Lößnitzgrundstraße zum Mühlweg stark abfallenden Grund. Das 1910 umgebaute Wohnhaus steht mit seiner sechsfenstrigen Außenmauer direkt am Fußweg und ist dort eingeschossig. Auf der Hofseite dagegen stellt sich das Gebäude als zweigeschossig dar. Das Obergeschoss ist rundum verbrettert, ebenso die zweiachsigen Giebel unter dem ziegelgedeckten Mansard-Satteldach. Das untere Geschoss ist verputzt. Das Mansardgeschoss ist ausgebaut; zur Lößnitzgrundstraße weist es einen Dachhecht auf. Vor der Hofansicht steht etwa mittig ein weit vorstehender dreigeschossiger und verputzter Vorbau mit einem Austritt obenauf, der teilweise von einem Flachdach, das direkt am Dachfirst ansetzt, bedeckt wird.
Das kleine Nebengebäude am Mühlweg (Scheune, datiert auf 1875) ist eingeschossig mit biberschwanzgedecktem Satteldach. Ebenso wie die Bruchsteinmauer rechts daneben ist es unten bruchsteinsichtig und darüber bis zur Oberkante der Einfriedung verputzt. Darüber ist das Gebäude mitsamt der Giebelseiten verbrettert wie das Haupthaus. In der Dachfläche zum Mühlweg befinden sich zwei Walmgauben mit Schieferdeckung.
Auf der nach Süden liegenden Grundstücksseite zum Nachbarn hin steht noch ein weiteres, nicht denkmalgeschütztes Nebengebäude, sodass sich die Form eines Dreiseithofs ergibt. Dessen Einfahrt liegt am Mühlweg rechts der Scheune.